# Vetenskapsåret 1909

## Händelser

### Allmänt
- 26 juni - Science Museum (London) grundas.[1]

### Arkeologi
- Okänt datum - Charles Walcott upptäcker Burgess Shale.

### Astronomi
- Okänt datum - Det första fotografiet av Halleys komet tas.

### Fysik
- Okänt datum - Albert Einstein och Albert Grossman börjar utveckla en teori som binder ihop en metrisk tensor med gravitationen.
- Okänt datum - Ernest Rutherford beskjuter en tunnfolie med alfapartiklar med resultatet att de flesta passerar igenom, men en del reflekteras. Ur experimentet dras slutsatsen att atomen har en positiv kärna.

### Geologi
- 16 januari - Ernest Shackletons expedition hittar den magnetiska sydpolen.[2]

### Medicin
- Okänt datum - Karl Landsteiner utvecklar ett system av blodgrupper.

### Teknik
- Okänt datum - Leo Baekeland presenterar plasten bakelit.
- Okänt datum - Louis Bleriot blir den förste att flyga över engelska kanalen med en farkost som är tyngre än luft.

## Pristagare
- Bigsbymedaljen: John Smith Flett [3]
- Copleymedaljen: George William Hill
- Davymedaljen: James Dewar
- Hughesmedaljen: Richard Glazebrook
- Nobelpriset: [4]
  - Fysik: Guglielmo Marconi och Ferdinand Braun
  - Kemi: Wilhelm Ostwald
  - Fysiologi/medicin: Theodor Kocher
- Wollastonmedaljen: Horace Bolingbroke Woodward [5]

## Födda
- 5 januari - Stephen Cole Kleene (död 1994), amerikansk matematiker.
- 22 mars - Nathan Rosen (död 1995, israelisk fysiker.
- 13 april - Stanislaw Ulam (död 1984), polsk matematiker.
- 22 april - Rita Levi-Montalcini, italiensk biolog, nobelpristagare 1986.
- 7 maj - Edwin Land (död 1991), amerikansk uppfinnare och grundare av Polaroid.
- 4 augusti - Saunders MacLane (död 2005), amerikansk matematiker.
- 24 november - Gerhard Gentzen (död 1945), tysk matematiker.
- Giulio Racah (död 1965), israelisk matematiker och fysiker.

## Avlidna
- 8 januari - Harry Govier Seeley (född 1839), brittisk paleontolog, mottagare av Lyellmedaljen 1885.
- 12 januari - Hermann Minkowski (född 1864), tysk matematiker.
- 11 juli - Simon Newcomb (född 1835), kanadensisk astronom och matematiker.
- 27 augusti - Emil Christian Hansen (född 1842), dansk mykolog.

### Fotnoter
1. ↑  ”About Us - History”. Science Museum. Arkiverad från originalet den 21 juli 2010. https://web.archive.org/web/20100721062648/http://www.sciencemuseum.org.uk/about_us/about_the_museum/history.aspx?page=2. Läst 7 juli 2010.
2. ↑  ”The Magnetic South Pole”. Woods Hole Oceanographic Institution, Magnetics Group, Ocean Bottom Magnetology Laboratory. Arkiverad från originalet den 21 april 2016. https://web.archive.org/web/20160421112934/http://deeptow.whoi.edu/southpole.html. Läst 25 februari 2011.
3. ↑  ”Geological Society”. Arkiverad från originalet den 5 juni 2011. https://web.archive.org/web/20110605101836/http://www.geolsoc.org.uk/gsl/society/history/page753.html. Läst 13 april 2011.
4. ↑  ”Nobelpriset”. http://nobelprize.org/nobel_prizes/lists/all/index.html. Läst 10 april 2011.
5. ↑  ”Geological Society”. Arkiverad från originalet den 5 juni 2011. https://web.archive.org/web/20110605102217/http://www.geolsoc.org.uk/gsl/society/history/page750.html. Läst 13 april 2011.